# Ramphastidae
Ramphastidés
Famille
Les Ramphastidés (Ramphastidae) sont une famille d'oiseaux, constituée de 47 espèces actuelles réparties en 5 genres.

## Systématique
Dans la Classification de Sibley-Ahlquist, les ramphastidés étaient constitués des sous-familles Capitoninae, Lybiinae, Megalaiminae et Ramphastinae. 
Dans la classification version 2.2 (2009) du Congrès ornithologique international (COI), les ramphastidés constituaient des espèces auparavant présentes dans les deux sous-familles Ramphastinae et Capitoninae. Cette nouvelle famille continuait à être appelée Ramphastidae, et elle regroupait uniquement des espèces du Nouveau Monde. Les anciennes sous-familles Lybiinae et Megalaiminae étaient dorénavant des familles à part entière. Elles comprennent les espèces de l'Ancien Monde.
Dans sa classification version 2.6 (2010), le COI suit les recommandations de l'American Ornithological Society (AOU) et sépare les cabézons du groupe des toucans. Les espèces du genre Semnornis forment désormais la famille des Semnornithidae, et les genres Eubucco et Capito forment les Capitonidae. Ces modifications s'appuient sur les travaux et études génétiques de Barker and Lanyon (2000) et de Moyle (2004).

## Liste des genres
D'après la classification de référence (version 5.1, 2015) du Congrès ornithologique international (ordre alphabétique) :
- Andigena (4 espèces) - des toucans
- Aulacorhynchus (14 espèces) - des toucanets
- Pteroglossus (14 espèces) - les araçaris
- Ramphastos (8 espèces) - des toucans
- Selenidera (6 espèces) - des toucanets

## Liste des espèces
D'après la classification de référence (version 5.1, 2015) du Congrès ornithologique international (ordre phylogénique) :